# Umberto I (La Spezia)
Umberto I (detto anche Umbertino) è un quartiere della Spezia.
Il nome deriva dal Re d'Italia Umberto I, che lo inaugurò il 15 agosto 1889.

## Storia

### Il progetto
Il quartiere nasce a La Spezia nel XIX secolo nella zona di Piandarana. Già in epoca napoleonica erano iniziati i lavori al servizio di una progettata base navale del Primo impero francese; ma alla fine dell'impero napoleonico i lavori vennero abbandonati.
Dal 1815, anno in cui La Spezia entra a far parte del Regno di Sardegna come sede dell'Intendenza della Provincia di Levante, inizia a registrarsi un progressivo incremento demografico, soprattutto per la ripresa generale delle attività legate al mercato e all'imprenditoria; ma è dopo il 1857, a seguito della decisione di Cavour di spostare dell'Arsenale da Genova alla Spezia, che si sente l'esigenza di creare alloggi per la popolazione.

### Piani regolatori
È solo dopo la pubblicazione del primo Piano regolatore del 31 maggio 1862 che la costruzione dell'Arsenale spinge a una nuova pianificazione urbanistica della città, che doveva accogliere un numero sempre maggiore di maestranze, soddisfacendo così sia le esigenze di natura militare, sia quelle di carattere sociale.
Nel 1870 viene elaborato un secondo Piano regolatore, che doveva non solo "abbellire" la città, ma anche risolvere il crescente problema della carenza di abitazioni. Il piano prevedeva lo sviluppo secondo uno schema ortogonale, al cui centro erano disposti alcuni elementi peculiari, quali la nuova stazione ferroviaria, le caserme, la porta di accesso all'Arsenale e il Politeama. Tra i due punti nodali, la stazione e le caserme, il piano prevedeva la costruzione di una grande piazza (Piazza Brin), che sarà il centro del futuro quartiere Umbertino, dal nome del Re d'Italia di quel tempo.
In particolare, nel 1873 il Ministro della Marina Saint Bon ribadì la necessità di creare alloggi per almeno mille famiglie operaie, così da risolvere il problema creato dalle masse di migranti richiamati dalla prospettiva di nuovi posti di lavoro. Inizialmente i luoghi scelti per accogliere la popolazione operaia furono i quartieri di Sant'Antonio, San Cipriano e Torretto, ma con l'avvio del Secondo piano regolatore, i nuovi arrivati dovettero trasferirsi, andando ad occupare gli scantinati del nuovo quartiere centrale.
Il consenso immediato del Comune è testimoniato dalla proposta di cedere allo Stato, a titolo gratuito, 6000 m² d'aree (3000 per le case, 3000 per le vie e le piazze fra le vie Militare, di Circonvallazione e di Genova) oltre alla costruzione delle strade, dei lavatoi pubblici (i “tregi”) e degli impianti, in modo da assicurare uno sviluppo omogeneo della città.

### L'epidemia di colera
Lasciata cadere la proposta urbanistica presentata nel Secondo piano regolare, fu necessario riprenderla in considerazione nel 1884, quando un'epidemia di colera si propagò in Italia. Anche La Spezia ne fu colpita e in città divennero evidenti i gravi problemi igienici, come la mancanza di fognature, l'inadeguatezza della rete idrica, la coabitazione e il sovraffollamento, oltre ai pericoli per la sicurezza e l'ordine pubblico.
Infatti, il quartiere, ma in generale tutto lo spezzino, erigendosi su un'area portuale, era una zona più esposta al contagio e allo sviluppo del colera; inoltre, il terreno di natura alluvionale e poco sopraelevato dal mare insieme alla scarsa pulizia delle strade favorirono la diffusione del morbo.
Probabilmente il colera giunse alla Spezia il 2 agosto 1884 quando la nave "Città di Napoli", proveniente da Marsiglia e Tolone già colpite dal morbo, approdò nel porto con un marinaio contagiato. La notizia si sparse rapidamente e le autorità obbligarono la nave a riprendere il largo, ma il provvedimento non fu sufficiente: alcuni marinai erano già sbarcati e avevano lasciato alle lavandaie la loro biancheria sporca. La prima donna a morire per il morbo, infatti, fu una lavandaia, Carolina Tarantola.

Il 24 agosto giunse un'altra nave — la "Città di Genova" — che portò un'altra volta il morbo. Altra causa del contagio erano "poveri" che rubavano i vestiti dei malati ricoverati nel Varignano, adoperato come lazzaretto. 

Saint Bon ordinò il blocco sanitario della città, che però non ebbe altro effetto se non quello di danneggiare l'economia della città e aggravare quindi la situazione. I lavori edilizi vennero interrotti in tutta la città, e anche la proposta urbanistica del Secondo piano regolatore per la costruzione del quartiere operaio venne abbandonata.

### La nascita del quartiere
Cessata l'epidemia di colera e soppresso il lazzaretto, destinato a caserma e ospedale per la Marina, il 10 gennaio 1885 venne siglata una Convenzione tra Regia Marina e Amministrazione Comunale. Cinque giorni dopo, il Re d'Italia si recò di persona nella zona ed emanò la legge numero 2892, con la quale autorizzò il sindaco ad attuare tutti i provvedimenti necessari per far sì che la zona fosse risanata, ritenendo tale intervento come un' "opera di pubblica utilità".
Il Comune si prese a carico, tanto da indebitarsi, la spesa gravosa delle aree e delle costruzioni, delle fognature e delle strade e si sobbarcò l'onere della manutenzione perpetua; lo Stato, invece, si impegnò a versare, ad integrazione del canone di affitto mensile a carico degli inquilini, una quota fissa di 35 centesimi al giorno per ogni alloggio per vent'anni, quota che non venne mai adeguata all'aggravarsi delle spese e delle condizioni di vita. Successivamente, nel 1892, l'Amministrazione Comunale decise la costruzione dell'impianto di una rete tranviaria per i trasporti pubblici e nel 1899 la sostituzione dell'illuminazione a gas con quella elettrica.
Gli edifici costruiti su progetto del Genio, a opera del colonnello ing. Ferdinando Spegazzini, furono 123, ciascuno composto di quattro piani, per un totale di 992 alloggi, di cui 320 riservati a quanti intendevano riscattare la proprietà delle abitazioni attraverso dei versamenti di quote mensili. Inizialmente, il progetto verteva sulla costruzione di una soluzione all' "inglese" (per ogni alloggio 100 metri quadri di giardinetto). La soluzione fu abbandonata in quanto non vi era spazio sufficiente per i giardini, che furono rimpiazzati con dei cortili comuni dotati di lavatoi.
Nell'articolo 7 della Convenzione venne poi posto l'obbligo all'Amministrazione Comunale di costruire dei servizi igienici economici, il cui prezzo fu fissato a 10 centesimi ciascuno, in maniera tale da porre rimedio alla mancanza generale di igiene personale che contrassegnava il quartiere. Nello stesso articolo, inoltre, si fa anche cenno ai "dormitori", che dovevano accogliere almeno duecento operai ed essere dotati delle opportune strutture igieniche.
L'intervento fu realizzato velocemente (dal 1886 al 1889), soprattutto perché nell'articolo 9 della Convenzione veniva sancito che entro 18 mesi almeno la metà delle nuove case dovesse essere agibile. La costruzione avvenne sotto la supervisione del prefetto di Genova Ramognini, e fu affidata all'impresa milanese Mazzorin-Boccolari che, però, non concluse i lavori fino al 1890. Il brevissimo tempo impiegato per la realizzazione di questo quartiere, che riuscì ad integrare il suo tessuto con quello della città storica, conferì un primato nazionale alla Spezia. La successiva espansione verso le zone di Rebocco e la collina di Gaggiola, dove si insediò, nei primi del Novecento, il XXI Reggimento di Fanteria, trasformò l'area da periferica a centrale.
Anche la rete stradale urbana subì delle modifiche a seguito del piano: furono costruite le strade di accesso alle zone abitative, con annessa illuminazione. Nella Convenzione del 1885, inoltre, venne anche precisata la larghezza minima delle strade del nuovo quartiere operaio, in maniera tale da garantire il passaggio ai veicoli, ma anche per evitare possibili "crimini". Oltre a ciò, anche il sistema idrico venne potenziato: grazie all'articolo 8 della Convenzione venne stabilito che l'Amministrazione della Marina avrebbe sostenuto le spese per far avere l'acqua potabile negli edifici. Con un nuovo Contratto, poi, nell'8 novembre 1889 il Comune si impegnò a fornire 200 litri d'acqua potabile al giorno per ciascuno degli alloggi presenti nel quartiere, in maniera tale che l'Amministrazione della Marina pagasse circa 10 lire per ciascun "dormitorio" per 9 anni.
Dal momento dell'edificazione delle case-dormitorio del quartiere, la condizione necessaria per gli operai per ottenere un alloggio era quella di lavorare in Arsenale; tra questi potevano godere di precedenza coloro i quali risiedevano fuori città e/o avevano molti figli. L'assegnazione, dal carattere gerarchico, conferiva il piano terreno ai nuovi arrivati. Alla morte del capofamiglia titolare della casa, tutta la famiglia veniva sfrattata.
Tra il 1885 e il 1890 vennero, inoltre, costruiti altri tre caseggiati sotto la tutela della Fratellanza Artigiana, destinati non solo a coloro che lavoravano in Arsenale, ma a tutti gli operai in generale.

### Il Novecento
Il 6 ottobre 1903 venne stipulata una nuova Convenzione, in cui vennero chiariti i rapporti tra il Municipio della Spezia e il Ministero della Marina per quanto riguardava il quartiere Umberto I. Tale Convenzione prevedeva per gli operai dell'Arsenale l'accesso gratuito alle cure necessarie, presso l'Ospedale Sant'Andrea.
Nel 1925 il Comune divenne unico possessore del quartiere, ma oltre a dover gestire gli appartamenti liberati dalla Marina, dovette gestire anche gli scantinati occupati dai poveri. Negli anni '20-'30 per i poveri venne, inoltre, istituito il Dispensario, centro in cui era possibile ottenere cure ordinarie e visite mediche gratuitamente.
A metà degli anni '30 venne costruito il nuovo complesso scolastico progettato dall'architetto Manlio Costa.
Nei primi mesi del 1941 venne attuata un'ulteriore opera di "bonifica sociale" in maniera tale da modificare il degrado in cui la zona stava sprofondando, sia per rispetto alla memoria del Re che aveva dato il nome al quartiere, sia perché la zona si trovava in un punto nevralgico della città. Nell'opera di bonifica erano coinvolte diverse parti dell'Amministrazione, dal Comune alla Questura, in cui spiccava la figura di Emanuele Protani. Nel corso di un anno l'operazione volse al termine, anche se non senza problemi, causati principalmente dall'occupazione abusiva delle cantine.

### Caratteristiche edilizie e urbane
La soluzione edilizia ha puntato alla concentrazione delle unità abitative in blocchi di modesti standard qualitativi, sia interni che esterni. La casa-tipo del quartiere Umbertino prevede 16 alloggi serviti da due corpi di scale e distribuiti su quattro piani, compreso quello rialzato. Le case si organizzano in isolati rettangolari, caratterizzati dal cortile longitudinale centrale, definiti da una maglia viaria, rigorosamente ortogonale. Le facciate, scandite solo dalle fasce marcapiano e dalle riquadrature delle finestre dipinte a chiaroscuro, oltre alle sagomature dei portoni su strada, con soglie, stipiti ed archivolti in pietra, risultano semplici e piuttosto monotone nella loro ripetitività.
Nel progetto iniziale dell'ing. A. Raddi, ogni edificio avrebbe dovuto avere un giardino, ma a causa della difficoltà di realizzare fabbricati ad un solo piano, si pensò di creare vasti cortili alberati, di larghezza di circa 25-30 metri, dotati di lavatoi, fondamentali per la popolazione, chiusi da cancelli in ferro sulle testate. Successivamente vennero divelti i lavatoi, il Comune vendette parte delle aree di testata a privati per erigere abitazioni ed anche officine e nacquero muri di cinta sul cortile.
Per la massa di gente senza lavoro che continuava ad affluire alla Spezia vennero adattate successivamente le cantine, che da ripostigli delle famiglie divennero alloggi senza canne fumarie e senza gabinetti, capaci di ricoverare circa duecento operai della classe inferiore. Successivamente, la finestrina del cortile venne trasformata in porta di accesso e i cortili vennero dotati di due latrine. 
Durante la seconda guerra mondiale comparvero nei cortili gli “orticelli di guerra”.
Molte case furono abbattute durante i bombardamenti della seconda guerra mondiale e, tra gli altri, fu particolarmente cruento il bombardamento condotto dalla Royal Air Force il 13 aprile 1943, che distrusse numerose abitazioni del centro del quartiere, come ad esempio quelle situate in via Napoli e in via Roma.
A guerra finita gli spazi ancora liberi vennero edificati e le aree trasformate in parcheggi. I numerosi risanamenti e le ristrutturazioni in alcuni casi hanno trasformato alcuni caseggiati in blocchi di case “in linea”, con colorazioni diverse e linea di gronda spezzata, secondo una tipologia estranea storicamente al contesto, come le case comunali di via Napoli.
In altri casi, invece, diversi palazzi sono stati ricostruiti con l'aggiunta di balconi e colorazioni diversificate, migliorando e modernizzando le funzioni interne alle abitazioni. Nel 1970, poi, il Comune è intervenuto con progetti di ristrutturazione, anche se diversi blocchi abitativi ancora nel 2016 versano in condizioni di grave degrado. Restano a testimonianza del passato soltanto i due cortili dei Salesiani.

#### Stili architettonici dei palazzi del quartiere
Nonostante il quartiere fosse stato costruito con lo scopo di alloggiare le maestranze dell'Arsenale Militare, il Comune della Spezia aveva deciso di consentire anche alla nobiltà spezzina la costruzione di alcuni palazzi in prossimità dei punti nodali del quartiere, così da evitare che la zona divenisse un ghetto sociale.

Gli edifici più antichi furono eretti secondo stilemi architettonici eclettici; già al volger del secolo venne poi affermandosi il Liberty che si nota inizialmente solo in piccoli particolari, quali le decorazioni dei portoni dipinti e intarsiati con picchiotti. Alcuni esempi di queste decorazioni si riscontrano nel palazzo di via Torino nº 27, risalente al 1897 (in cui vengono utilizzati intarsi in marmo) e in quello in via Lamarmora, del 1899, palazzo privato in cui sono presenti dei dipinti anche nell'atrio oltre che nella facciata, dove, con l'uso di linee armoniose, vengono rappresentate delle giovani donne.
I palazzi, che presentano caratteristiche dello stile liberty, maggiormente degni di nota all'interno o a margine del quartiere sono:
- Palazzo Maggiani: si trova in corso Cavour nº 400, è stato edificato nel 1902, e grazie alla ricchezza di elementi scultorei decorativi, lo schema planimetrico e diverse altre decorazioni, è uno degli esempi più evidenti dello stile liberty spezzino.
- Casa Maggiani: sorge in via Bezzecca angolo via Dogali ed è stato realizzato nel 1905 da Fortunato Zanazzo. Il proprietario e committente è lo stesso di Palazzo Maggiani, ma lo stile liberty è più evidente rispetto a quello che si può trovare negli edifici di periferia, in quanto le decorazioni sono più ricercate e costose. La fascia marcapiano si ripete sotto ogni finestra, mentre si alternano nel primo piano dei volti e degli stemmi, conferendo maggior cromatismo al palazzo. I dipinti sono andati perduti a causa di un restauro.
- Palazzo Fumagalli Federici: sorge in corso Cavour nº 414 ed è stato realizzato nel 1912 e riprende i tratti del vicino Palazzo Maggiani. Il palazzo presenta balconate diversificate per ogni piano, con elementi ornamentali nei risvolti dell'angolo. I medaglioni dei balconi al primo piano rappresentano dei cigni accovacciati, quelli del secondo piano delle conchiglie, quelli del terzo dei girasoli, ed i parapetti hanno delle decorazioni a forma di trifoglio. Sul portone d'ingresso sono presenti decorazioni con draghi cinesi con al centro due girasoli.
- Villa Nespolo-Layolo: si trova in via Paleocapa nº 22 ed è stata costruita tra il 1903 e il 1907. All'interno i locali sono distribuiti su più piani e sia all'esterno che all'interno sono presenti delle fini decorazioni. Caratteristica della villa è il decoro dell'atrio che raffigura fiori e frutti del nespolo, in omaggio al proprietario, U. Nespolo. Nella facciata sono presenti elementi decorativi dal carattere liberty come la piastrella composta a mosaico con diverse cromie delle piattabande, posta sopra il portone d'ingresso. L'edificio è stato danneggiato durante la seconda guerra mondiale, e nella ricostruzione non è stato ricreato un festone con dei putti danzanti nella fascia marcapiano.
- Palazzi Domenichini e Malatesta: si trovano in via Torino nº 110-100 e sono stati edificati da Fortunato Zanazzo tra il 1905 e il 1908. L'architetto ha realizzato una decorazione scultorea, più costosa e più imponente, secondo le specifiche volontà dei committenti. Al piano terra è presente una protome leonina, mentre i portoni di ingresso di legno, decorati con intarsiature, sono sormontati da elementi scultorei (protome dal volto umano) da cui partono due festoni, che terminano nella parte alta dei piedritti, dove il disegno si conclude con grappoli di melagrane. Altri dettagli dei due edifici sono i timpani ricurvi, la fascia marcapiano decorata con motivi floreali e una formella con un volto.

Edifici in stile eclettico  sono:
- Palazzo Bianchi, edificio in stile neorinascimentale in via Bixio nº 84, all'angolo con via Torino. Ha un ricco portale di marmo con chiave di volta scolpita con composizioni di fiori e frutta. La lunetta aperta sopra il portone di legno è chiusa da una grata in ferro battuto a girali di foglie che reca le iniziali E B del proprietario, Edoardo Bianchi[10]. L'edificio, disegnato dall'architetto Carlo Piaggio, è databile agli ultimi anni del XIX secolo.

### Le migrazioni e gli immigrati
Il richiamo dell'Arsenale e le possibilità di lavoro che questo offriva, produsse in tutta la parte di Levante della Liguria e in quella superiore della Toscana (Lunigiana e Garfagnana) un forte movimento migratorio. Molti operai provenienti da zone come le Cinque Terre-Levanto o da Aulla Lunigiana, divennero pendolari, ma un crescente numero di persone, che risiedeva in aree più lontane fu costretto a trovare una sistemazione nella città della Spezia. L'Arsenale, però, era un punto di richiamo anche per gli uomini della Sardegna (in particolare della Maddalena, il cui comando locale della Marina dipendeva direttamente da quello della Spezia), dal Veneto (con un particolare afflusso da Venezia, in cui vi era un Arsenale che vantava svariati operai specializzati), dall'Emilia e dalle Marche. Questa mescolanza favorì lo sviluppo di un ambiente eterogeneo e, in un primo tempo, piuttosto segmentato al suo interno a causa delle difficoltà linguistiche, date dal fatto che gli operai - e le loro famiglie - parlavano i dialetti della regione di provenienza. Questa iniziale situazione venne meno successivamente, quando la seconda generazione, cresciuta alla Spezia, fu omologata al dialetto spezzino.
Successivamente, quando l'impiego divenne più stabile anche molti dei pendolari scelsero di stanziarsi nelle abitazioni create per gli operai.

#### I problemi del XXI secolo
Negli anni a cavallo fra il 1985 e il 2005 il quartiere ha subito una profonda trasformazione demografica per l'arrivo di immigrati extracomunitari (dominicani, ecuadoregni e marocchini), principalmente a causa di un sistema di passa-parola fra coloro che prima sono riusciti ad insediarsi nel quartiere, ovvero le donne. Tra gli anni 2004-2007, però, probabilmente per un processo di ricongiungimento familiare, la popolazione maschile straniera è aumentata. Il contrasto fra i vecchi abitanti e quelli che sono subentrati è palesato nella gestione dello spazio del quartiere, che sembra essere diviso in zone corrispondenti ad ogni gruppo etnico. Inoltre, problema peculiare del centro del quartiere è lo spaccio di stupefacenti, che viene visto, soprattutto dagli anziani, deleterio e pericoloso, tanto da far definire la piazza come "invivibile".
Questo cambiamento ha dato vita ad un periodo di degrado sociale e urbano al quale il Comune ha cercato di porre rimedio con progetti di riqualificazione così come richiesto dagli abitanti e dalle diverse organizzazioni operanti nel quartiere. Le proposte di rivitalizzazione del quartiere e di riappropriazione dello stesso da parte degli abitanti hanno tentato fra l'altro di ovviare alla mancata presenza di fondi da destinarsi ad attività artigianali e commerciali, puntando anche su nuove attività ricreativo-sociali e sulla revisione della viabilità. Nel 2004, tramite due piani strategici e il "Patto per La Spezia", si è cercato di ridurre la criticità dei rapporti fra le diverse comunità attraverso iniziative come l'istituzione dei "Laboratori di Quartiere", in cui si sono svolti dibattiti e incontri tematici.

##### I dominicani
Il quartiere ospita la più grande comunità dominicana della Liguria: circa il 74% dei dominicani presenti in Liguria risiede nell'Umbertino. I primi membri della comunità a lasciare la loro terra per trasferirsi nel quartiere furono donne, essendo per loro più facile trovare un lavoro rispetto agli uomini. Circa il 78% della popolazione dominicana residente alla Spezia ha un'età compresa fra i 15 e i 60 anni e circa il 62% è rappresentato da donne; inoltre, non sono presenti migranti di età superiore ai 65 anni nel quartiere, in quanto questi, una volta soddisfatte le necessità economiche per cui sono venuti in Italia, ritornano nel loro paese.
Inizialmente, però, i dominicani si concentravano a Marina di Carrara, dove, con l'aiuto delle istituzioni ecclesiastiche locali, riuscivano a trovare un lavoro: in particolare, le donne venivano richieste come badanti. Questa offerta di lavoro era particolarmente richiesta alla Spezia, in maniera preponderante nel quartiere Umberto I, dove il 27% della popolazione originaria era anziana; così molte dominicane vi si trasferirono e, grazie al particolare modo di aggregazione familiare che le contraddistingue, fondarono la Comunità Dominicana.
Questo carattere di aggregazione, però, ha anche creato diversi problemi alla convivenza sociale, soprattutto con la popolazione spezzina.

## Piazza Brin
Piazza Brin, punto centrale del quartiere Umberto I, è circondata da portici continui su tre dei suoi lati, mentre lungo i quarto lato sono altri portici e la facciata della Chiesa della Scorza. Inserita nella rete urbana, è attraversata dall'odierno corso Cavour. È divenuta, sin dal momento della sua creazione, il "cuore" del quartiere e il punto di incontro non solo degli abitanti, ma anche della vita urbana in generale. 

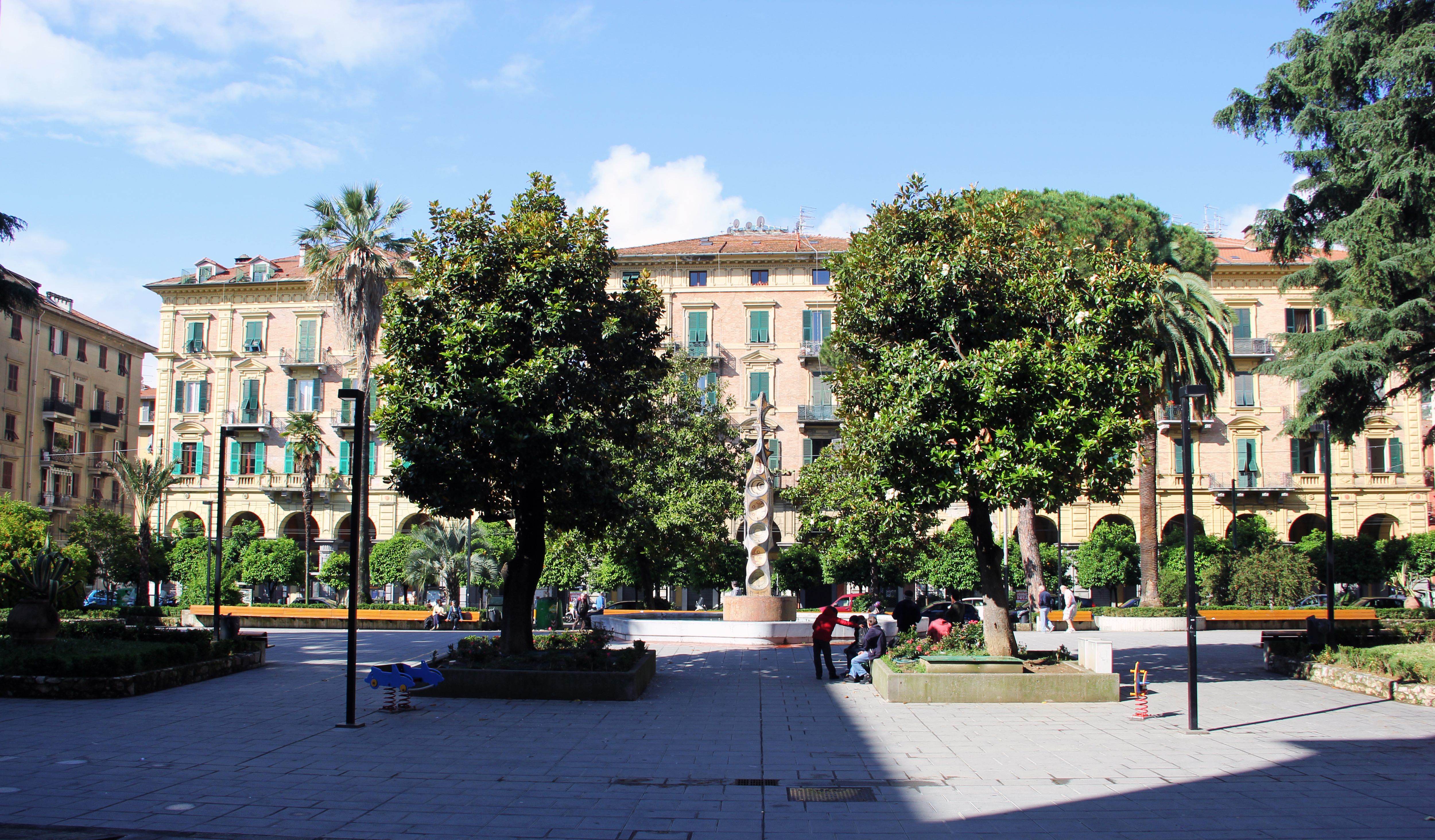
Piazza Benedetto Brin, La Spezia

### La creazione della piazza
L'Amministrazione Comunale già dal 1885 aveva lasciato libere le porzioni territoriali che convergevano sulla piazza, affidando ai privati la cura di erigervi edifici di maggior rilevanza estetica. Fino a quella data l'area era una zona acquitrinosa, poi bonificata grazie all'impiego di materiale degli scavi dei bacini dell'Arsenale.

### La fontana
La piazza è caratterizzata dal giardino centrale, creato nel secondo dopoguerra e soprattutto dalla Fontana delle voci, opera di Mirko Basaldella nel 1955.
La fontana è composta da più materiali: la pietra, il bronzo, il rame, l'ottone, il ferro, il cemento, il legno, il gesso e lo styrofoam, particolare schiuma isolante a base di polistirene. Sia la struttura che il basamento sono rivestiti da mosaico veneziano, che conferisce particolare luminosità alla composizione.

### Palazzi storici nella piazza
Sulla piazza si trovano i palazzi più eleganti del quartiere, quali i palazzi Sabatini e Palladini, edificati su progetto di Fortunato Zanazzo fra il 1898 ed il 1900, e i cinque palazzi Bertonati, tutti dovuti alla famiglia Bertonati, impresari capitanati prima da Cesare e poi da suo figlio Gaetano. I palazzi, posti ai lati della Chiesa di Nostra Signora della Salute, delimitano la piazza in una forma trapezoidale.

#### Palazzi Palladini e Sabatini
I palazzi Palladini e Sabatini sono stati i primi costruiti nella piazza. Edificati tra il 1898 e il 1900 su progetto dell'architetto Fortunato Zanazzo dall'impresario Luigi Sabatini, i palazzi presentano chiari rimandi allo stile Liberty, sia all'interno degli appartamenti che nei decori esterni. I palazzi poggiano su arcate porticate basate su colonne in pietra arenaria che conferiscono alla struttura un alto grado di monumentalità. Le decorazioni liberty si ritrovano in particolari plastici e pittorici, sia nei portici che nella facciata del portone. Per quanto riguarda l'interno, ciascuno ospita botteghe e scantinati sotterranei, per un totale di circa 60 vani esclusi i servizi. Le abitazioni erano caratterizzate dall'avere dei pavimenti realizzati da Adolfo Boletto, distinti con motivi floreali e geometrici, oggi però rimossi.

#### Palazzi Bertonati
Il primo Palazzo Bertonati venne progettato e realizzato sotto la direzione dell'ingegner Cesare Bertonati tra il 1903 e il 1904. La realizzazione del palazzo venne eseguita dall'impresa di Gaetano e Antonio Bertonati, i quali ne furono i committenti insieme a Cesare.
Il palazzo è articolato su tre scale e per ogni piano vi sono sei appartamenti, per un totale di 116 vani, senza contare le cantine e le botteghe. Le cucine e i servizi sono situate in due cavedi, contenuti nei due corpi in cui il palazzo si sviluppa.
Il palazzo, il nº 5 di Piazza Brin, occupa il lato più corto della piazza. 
Ciò che caratterizza il palazzo sono le arcate porticate, sopra cui è posta una fascia marcapiano che divide il palazzo in una parte superiore, realizzata in mattoni, e una inferiore.
Tra il 1907 e il 1909 vennero poi realizzati gli altri quattro palazzi Bertonati e il nº 13 mostra maggiormente, rispetto agli altri, decori in stile liberty: fregi in ceramica e piccoli motivi floreali sulle mensole ai lati delle finestre, e, per quanto minimi, nella fascia marcapiano, che si pongono in netto contrasto cromatico con il rosso del mattone.

### Il restauro
La piazza è stata restaurata nel 2004 secondo un progetto di Francesco Frassinelli. I vincitori del Concorso di architettura bandito dal Comune della Spezia nel 2002 per il progetto sono stati gli architetti dello Studio Tam Associati di Venezia (Raul Pantaleo, Massimo Lepore, Simone Sfriso), che hanno ricevuto sia l'incarico della progettazione integrale e la partecipazione ai laboratori di quartiere, sia la direzione dei lavori. Si è provveduto alla manutenzione della vasca, della base della fontana e dello stelo sino ad un'altezza di circa 2 metri. 

L'intervento più complesso e impegnativo è stato lo smontaggio del frammento distaccato dallo stelo, il consolidamento dell'intera struttura del basamento e la ricollocazione del grande frammento. La manutenzione è stata eseguita dal restauratore Axel Nielsen del laboratorio di restauro omonimo.
Il progetto è stato portato a termine dopo un lungo studio del quartiere, dei suoi abitanti e delle problematiche a questi legati. Esso ha riscosso particolare interesse da parte dei cittadini che vedevano realizzato, in questa maniera, un primo processo di recupero per la "convivenza civile" e rendere il quartiere luogo d'incontro non solo per gli anziani, ma anche per i più giovani.

## Piazza Saint Bon
La piazza Saint Bon è al margine del quartiere Umberto. Progettata nel 1884 come raccordo tra le vie XX settembre, Bixio e Fiume è intitolata al ministro che elaborò il primo piano edificatorio per la costruzione del quartiere Umberto.

## Caserma XXI Reggimento di Fanteria

### La nascita e la storia del Reggimento
La Caserma viene edificata nell'ottobre 1848 per essere utilizzata come sede del XXI Reggimento di Fanteria, creato nello stesso anno, nella Guerra d'Indipendenza. Il 1º novembre 1859, unitamente ad un altro Reggimento, il XXII, il XXI Reggimento di Fanteria dà vita alla Brigata "Cremona" e, nel periodo 1861-70, viene impiegato nelle operazioni contro il brigantaggio. 

Nel corso della Prima Guerra Mondiale e fino al 1926, il Reggimento è assegnato alla XX Brigata di Fanteria. Nel 1939 il XXI Reggimento entra a far parte nuovamente della Divisione Fanteria "Cremona" nelle cui operazioni agisce durante il Secondo Conflitto Mondiale, inizialmente nel fronte occidentale e, successivamente, in Sardegna e Corsica. 

Superate le vicende del 1943 che portano all'armistizio fra Italia e Alleati e, successivamente, alla cobelligeranza, il Reggimento prende parte alla Guerra di Liberazione nell'ambito dell'omonimo Gruppo di combattimento "Cremona", che opera nel settore adriatico. Dal 15 ottobre 1945 il Reggimento è inquadrato nuovamente nella Divisione.

Con la ristrutturazione dell'Esercito, nel 1975, il XXI Reggimento di Fanteria viene soppresso e bandiera e tradizioni sono ereditate dal 21º Battaglione Fanteria Motorizzato "Alfonsine".

### L'utilizzo degli edifici
Con i bombardamenti della Seconda Guerra Mondiale la Caserma andò quasi totalmente distrutta, ma nelle ali rimaste intatte, dopo l'armistizio dell'8 settembre 1943, gli uomini del 628º Comando della Guardia Nazionale Repubblicana stabilirono le prigioni fasciste della R.S.I.
Nell'autunno-inverno del 1944 la popolazione della Spezia, ormai ridotta dagli sfollamenti a circa 30.000 unità, vide la repressione fascista contro i collaboratori dei partigiani. Dal settembre al dicembre furono compiute, sia alla Spezia che nei comuni limitrofi, numerose operazioni di “polizia” che culminarono il 21 novembre 1944 in un rastrellamento urbano, guidato dalla Brigata nera "Tullio Bertoni" e dalla Divisione Monterosa: venne attuato bloccando tutte le strade del quartiere di Migliarina e fermando i sospetti nelle strade e nelle case. Gli arrestati, alcune centinaia tra cui diversi sacerdoti, vennero rinchiusi nella Caserma, dove subirono interrogatori e sevizie fisiche e psicologiche, nelle quali si distinse per sadismo Aurelio Gallo, figura di secondo piano del fascismo spezzino e divenuto uno dei collaboratori più fidati dei nazisti.
Alla fine di novembre gli arrestati in gran parte furono trasferiti a Genova e rinchiusi nel carcere di Marassi, dove nuovamente subirono i trattamenti avvenuti nella Caserma spezzina. La maggior parte dei detenuti venne poi inviata a Bolzano per essere da lì smistata verso i campi di concentramento in Germania, primo fra tutti Mauthausen. Solo la distruzione da parte degli Alleati della linea ferroviaria del Brennero impedì il trasferimento in Germania della totalità dei prigionieri spezzini
.

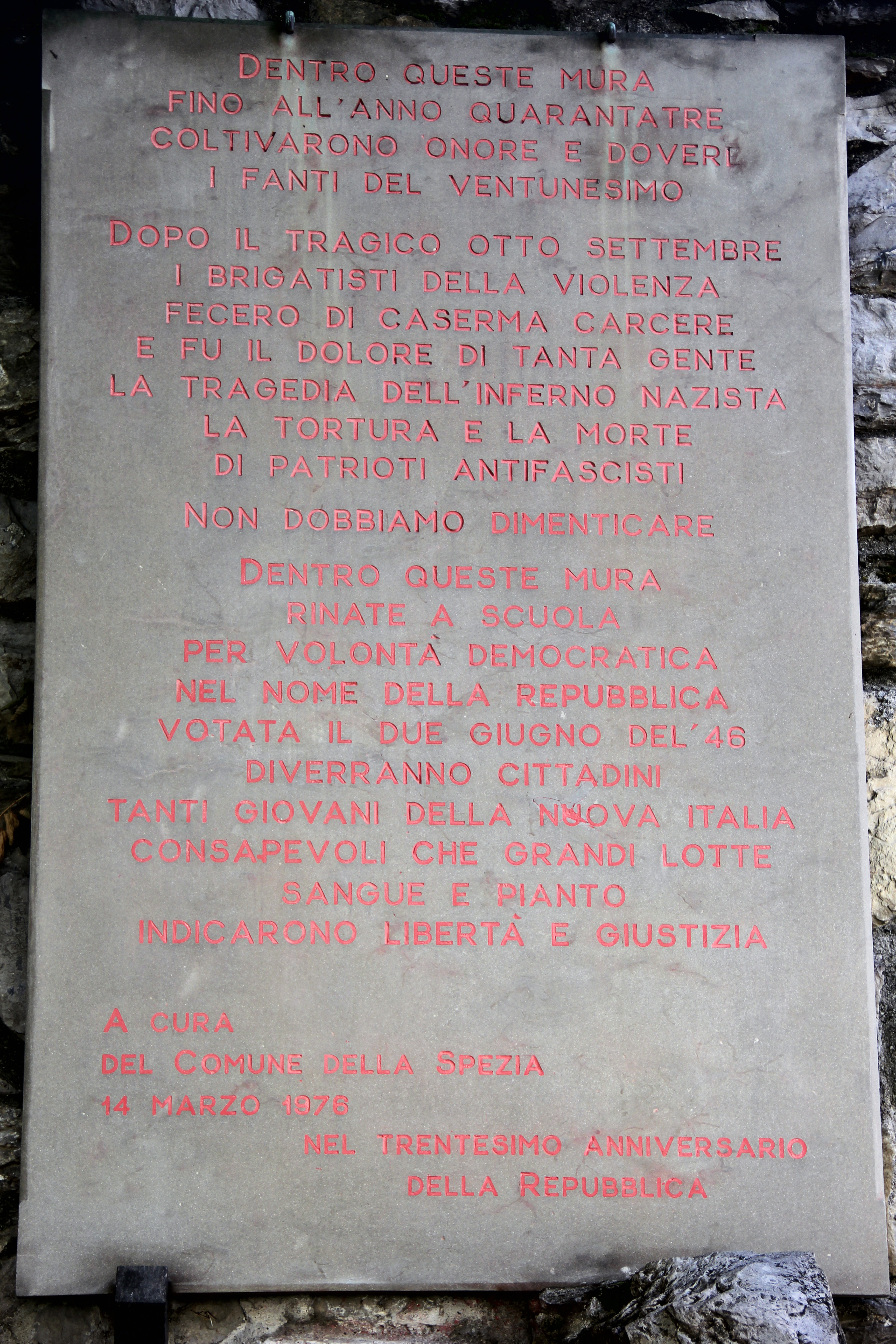
Lapide commemorativa all'interno del parco "2 Giugno" La Spezia

L'edificio, andato in ulteriore rovina, oggi non esiste più, essendo stato demolito completamente per costruire nella stessa area il "Complesso scolastico 2 Giugno" (che ospita Nido, Scuola dell'Infanzia, elementare, media e una scuola superiore, il Liceo Mazzini).
Sono state però conservate sullo stesso terreno alcune tracce murarie della preesistente costruzione e una lapide allo scopo di ricordare la prigione fascista; sul prato del "Complesso 2 Giugno" ha inoltre trovato posto un monumento dedicato ai deportati spezzini.

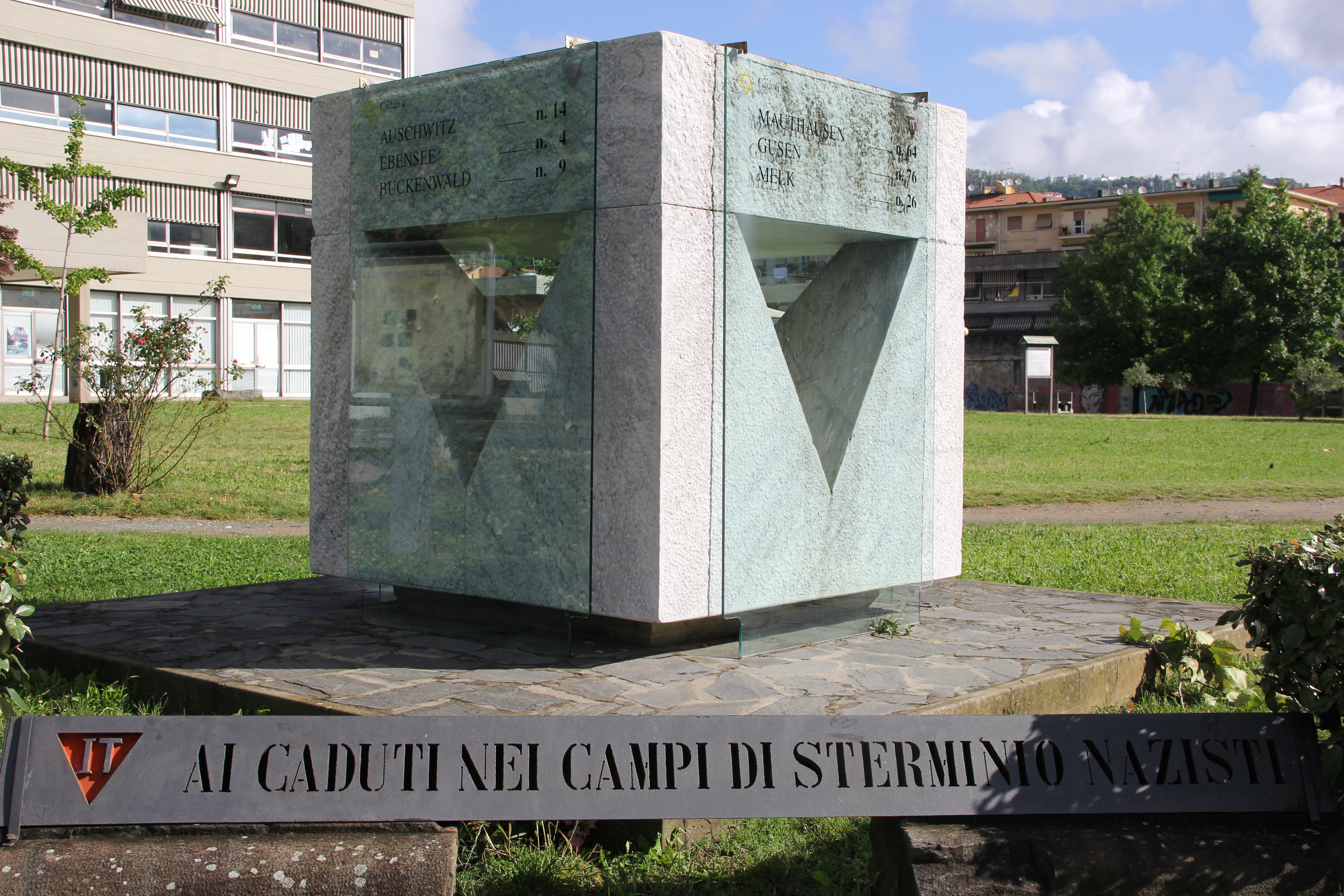
Monumento alla memoria dei deportati spezzini nei campi di sterminio

## Monumenti e luoghi di interesse

### Architetture religiose
- Chiesa di Nostra Signora della Salute, in Piazza Brin.
- Chiesa di Nostra Signora della Neve, in via Garibaldi.
- Chiesa Evangelica Battista, in via Milano.

### Architetture militari
- Caserma Duca degli Abruzzi, in viale Amendola.
- Ex Caserma XXI Reggimento di Fanteria, sulla cui area sorge il complesso scolastico "2 Giugno"
- Caserma della Polizia Municipale, situata in via A. Lamarmora.

### Architetture civili
- Biblioteca Civica "U. Mazzini", in corso Cavour.
- CAI, in via Napoli.
- Gruppo Alpino Centro, in via A. Lamarmora.
- Cinema "Controluce" Don Bosco, in via Roma.
- Ludoteca Civica, in via Fiume.

## Scuole
Il quartiere ospita numerose scuole:
- Scuola Primaria "E. De Amicis" (architetto Manlio Costa, 1934)
- Ex Scuola Media di Primo grado "V. Alfieri*
- Scuola Materna di via Firenze
- Liceo Scientifico "A. Pacinotti"
- Istituto Tecnico - Professionale "Einaudi - Chiodo".